# Manoir du Clap
Le manoir du Clap (dénommé aussi propriété Yon-Gosselin), est situé sur le territoire de la commune de La Cerlangue, Seine-Maritime, au lieu-dit « le Clap ». Le lieu comporte le manoir, donnant encore à voir les vestiges de la bâtisse du XVIe siècle, et plusieurs autres bâtiments.

## Localisation
Le Manoir du Clap est situé sur la commune de la Cerlangue, à l'entrée du lieu-dit "le Clap". Son domaine s’étend au hameau de “la Forge”. Il se trouve aux lisières du parc naturel régional des boucles de la Seine et du Pays de Caux. Le manoir est situé sur l'axe routier D 39, qui le relie à Saint-Romain-de-Colbosc d'une part, et à Tancarville d'autre part.

## Historique
Vers l’an mil, le village de La Cerlangue se situe à la lisière de la forêt de Lillebonne, ville qui suscite l’intérêt de Richard II dès 1025, et qui devient officiellement le chef-lieu du duché sous Guillaume le Conquérant. À cette époque, tous les territoires situés sur le pourtour de la forêt appartiennent au baron de Tancarville. Jacques Le Maho souligne que, dès lors, le petit bourg faisait partie des domaines non fieffés de la baronnie de Tancarville, baronnie qui devint ensuite le comté de Jean II de Melun, au XIVe siècle. Achille Deville répertorie les territoires sous domination du comte de Tancarville, et parle de la « prévosté de la Cerlangue ».

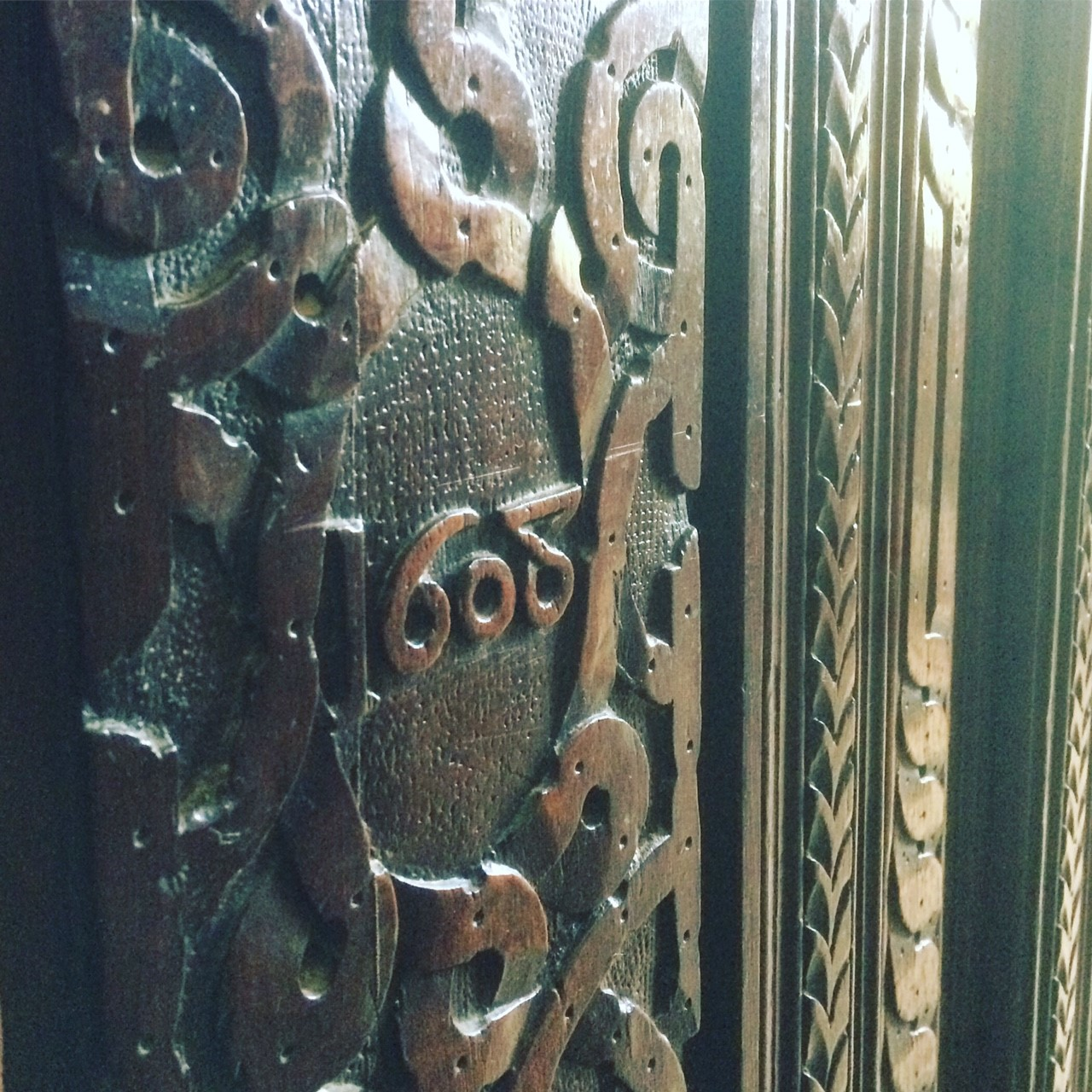
Meuble daté de 1608 conservé au manoir.

Après la guerre de Cent Ans, les grands propriétaires terriens et les seigneurs locaux purent à nouveau construire de grandes demeures, dont beaucoup avaient été incendiées. Le manoir a été bâti environ cent ans plus tard, alors que territoire et ses habitants bénéficiaient d'un climat économique plus propice : du XIVe au XVIe siècle, la route reliant La Cerlangue à Tancarville, ainsi que tout l’espace environnant, est un important lieu de circulation de monnaie noire. Le hameau du Clap, traversé par cette route, était alors un lieu bénéficiant à l'échelle locale d'un certain dynamisme. À cette époque, le territoire est sous la domination du chevalier Anthoine de la Croix. Une famille de hobereaux protestants a décidé de construire un manoir sur cette route, à l’endroit que l’on appelle le Clap, à la fin du XVIe siècle.
Cependant, la seconde moitié du XVIe siècle est marquée par les guerres de Religion, et l’essoufflement de l’activité maritime et commerciale normande. La région souffre alors de difficultés économiques certaines et doit se tourner vers la terre. Bernard Beck dit que « cette conjoncture difficile devrait logiquement tarir la construction. » mais que « à la fin du XVIe siècle et au début du XVIIe siècle la campagne normande se couvre […] paradoxalement de belles demeures ». La construction de l’édifice manorial du Clap s’inscrit dans un mouvement global qui touche toute la région, notamment après la promulgation de l’édit de Nantes. La partie centrale du manoir comporte encore quelques vestiges du XVIe siècle : une cheminée typique du XVIe siècle normand".
Le tilleul se dressant devant la façade fut planté à peu près à cette époque. Une épée (rapière) de type Renaissance et des meubles datés de 1608 sont les témoins de l'habitation du manoir par des hobereaux, ou gentilshommes sous le règne d'Henri IV.

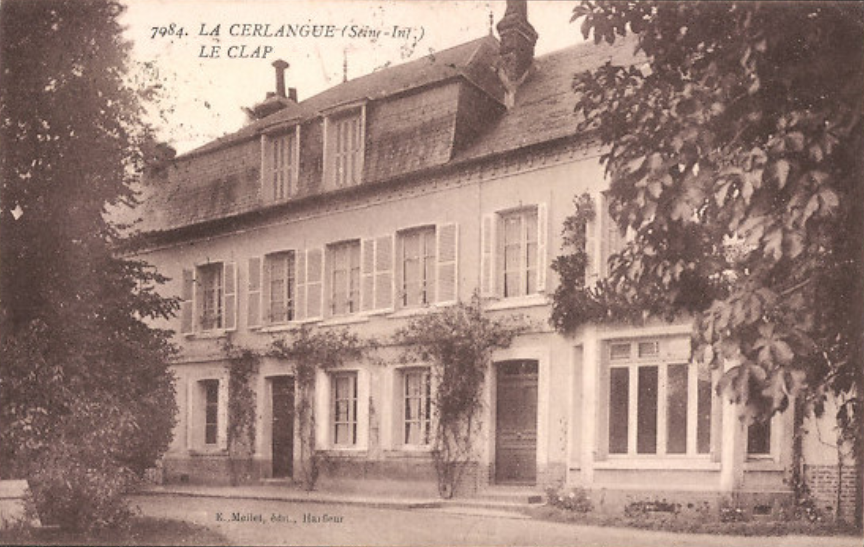
Manoir du Clap vers 1900, avant l'ajout d'ultimes fenêtres au dernier étage.

Au XVIIIe siècle, les habitants du manoir ont tenu une place non négligeable dans le mouvement de résistance protestante,. Le manoir est racheté puis rénové par la famille Yon dans les années 1740. Le rachat du manoir du Clap s’inscrit dans un processus plus global de désargentement d’une petite noblesse terrienne, composée principalement de « gentilshommes campagnards »,. La même famille habitera le lieu pendant plusieurs siècles, en le transmettant par les femmes.
Au XIXe siècle, le manoir est agrandi, puis subit de nouvelles modifications au cours des années 1890. L’imposante bâtisse comporte désormais une grande salle à chaque extrémité. Parmi les invités, le compositeur Arthur Honegger y fit, en 1935, la lecture de Jeanne d'Arc au bûcher devant la famille Gosselin. Dans la salle centrale, est conservée la hure du solitaire, sanglier d'une taille hors norme chassé en janvier 1933 par les habitants du manoir et le propriétaire du château de Tancarville.

## Description

### Le manoir

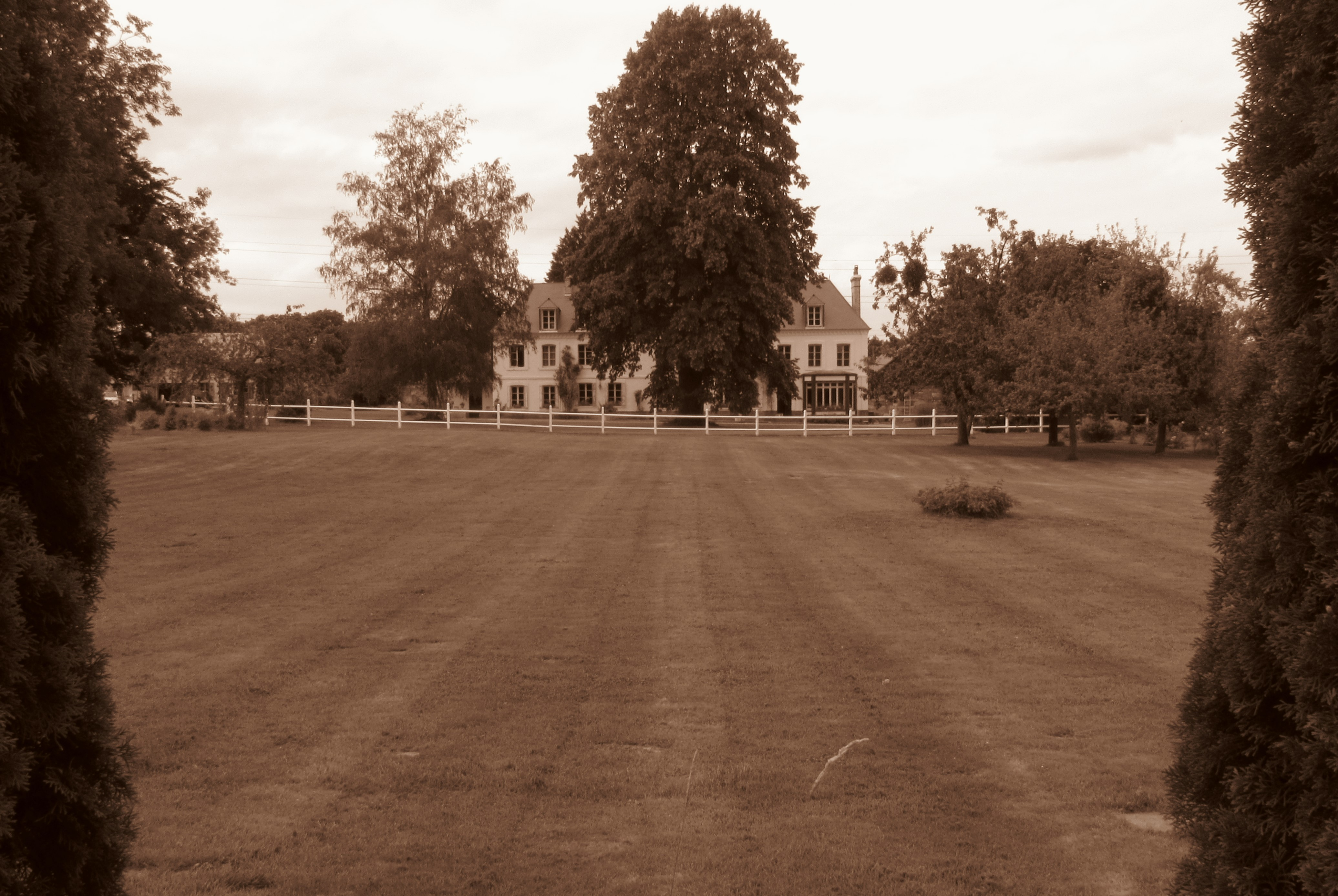
Vue du manoir depuis l'esplanade.

La façade du manoir offre un aspect assez uniforme, d’une discrétion typiquement normande. Les murs de brique sont recouverts d’un enduit de chaux.
L’arrière du manoir (probablement l’avant, au XVIe), est plus découpé. Les fenêtres sont plus rares et plus petites, sauf sur la tour.
Au rez de Chaussée, le manoir offre neuf pièces, dont six pièces principales, soit d'ouest en est : le grand Salon (ou Salon de musique), le salon Louis XV, la salle centrale (ou se dresse une imposante cheminée « typique du XVIe siècle cauchois »), le salon directoire, la grande salle et la cuisine (cuisine et office). 
Les rénovations successives du manoir lui offrent aujourd'hui un aspect particulier.Plusieurs époques et plusieurs styles s'y entremêlent. En façade, un bow-window donne sur le parc une vue dégagée, depuis la grande salle. 
Aux étages, de nombreuses chambres et suites, ont été remaniées. On note notamment une chambre Louis XVI et une chambre aux boiseries directoire.

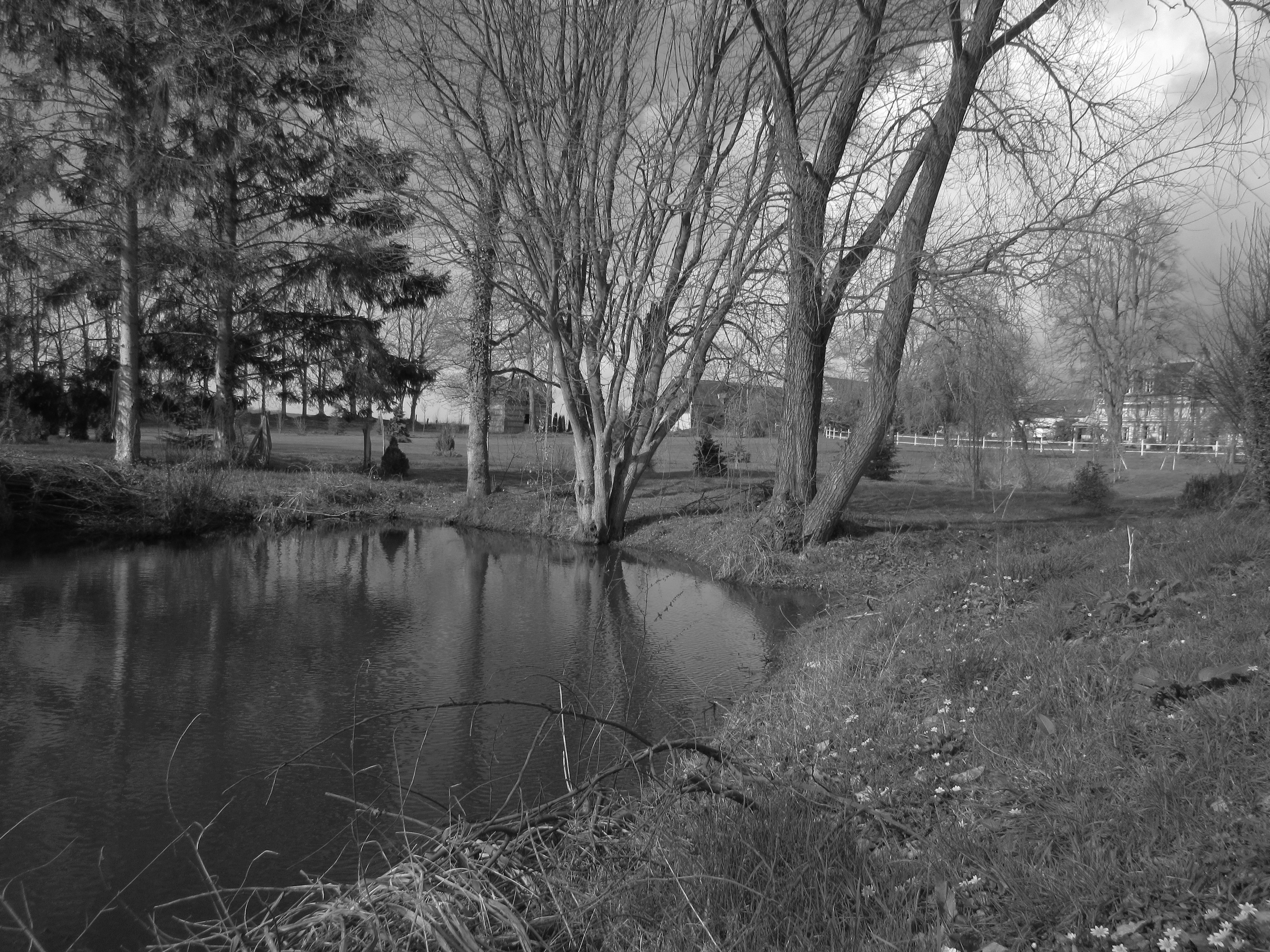
Vue depuis la mare.

### Le domaine
Le domaine de trois hectares comprend, devant le manoir, un parc à l'extrémité duquel se trouve une mare. Le parc comporte plusieurs variétés d'arbres rares. On peut y voir des tulipiers de Virginie, des cèdres de l'Himalaya, des cèdres de l'Atlas, des sapins bleus du Colorado ou encore des épicéas bleus, de chaque côté de l'esplanade. Une allée de thuyas émeraude marque la fin de l'esplanade. Derrière les thuyas et là où le parc est boisé, plusieurs allées et contre-allées ont été réalisées.

### Les dépendances
Le pourpris du manoir comporte plusieurs bâtiments (communs), il y a, entre autres, à l'ouest, une grange aux angles arrondis, et d'anciennes écuries. Le bûcher a été bâti en prenant appui sur l'ancien mur d'enceinte du manoir, et a donc conservé une partie de ce mur. Le reste a été détruit, probablement au XVIIIe siècle, au moment du rachat du lieu par les Yon, qui ont bâti de nouvelles granges, que l'on peut voir aujourd'hui.